# وندی کریگ
وندی کریگ (انگلیسی: Wendy Craig؛ زادهٔ ۲۰ ژوئن ۱۹۳۴) هنرپیشه اهل انگلستان است. از فیلم‌هایی که وی در آن نقش داشته‌است، می‌توان به فرصتی برای پیشرفت، نانی و پیشخدمت اشاره کرد. کریگ در سال ۱۹۶۹ برنده جایزه بفتای تلویزیونی برای بهترین بازیگر نقش اول زن شده است.